# Fernando Collor de Mello
Fernando Affonso Collor de Mello (Rio de Janeiro, 12 d'agost de 1949) és un empresari i polític brasiler, actualment afiliat al Partit Laboral Brasiler. Va ser el primer president de la República triat per vot directe després del Règim Militar, el 1989, pel període de 1990 i 1992. El govern va ser marcat per la implementació del Pla Collor, per l'obertura del mercat nacional a la importacions i per l'inici del Programa Nacional de Privatitzacions.
Va renunciar al càrrec en la temptativa d'evitar un procés d'impeachment, fonamentat en acusacions de corrupció. Tot i haver renunciat, Fernando Collor va tenir els seus drets inhabilitats per vuit anys per determinació de Senat Federal. No va ser elegible per a un càrrec públic fins al 2006, i va guanyar un escó de senador per Alagoas pel periode 2007-2014, que renovaria pel 2015-2022.
Tot seguit va fracassar en l'intent d'optar al càrrec de governador d'Alagoas, i el 2023 va ser condemnat per corrupció, en una investigació derivada de l'Operació Lava Jato.